# Drosophila kohkoa
Drosophila kohkoa är en tvåvingeart som beskrevs av Wheeler 1969.

## Taxonomi och släktskap
Drosophila kohkoa ingår i artgruppen Drosophila immigrans och artundergruppen Drosophila nasuta.

## Utbredning
Artens utbredningsområde täcker ett område från sydöstra Asien till Australien.